# Ctenus ottleyi
Ctenus ottleyi este o specie de păianjeni din genul Ctenus, familia Ctenidae. A fost descrisă pentru prima dată de Petrunkevitch, 1930.
Este endemică în Puerto Rico. Conform Catalogue of Life specia Ctenus ottleyi nu are subspecii cunoscute.